# Liste der Baudenkmale in Düdenbüttel
In der Liste der Baudenkmale in Düdenbüttel sind alle Baudenkmale der niedersächsischen Gemeinde Düdenbüttel aufgelistet. Die Quelle der Baudenkmale ist der Denkmalatlas Niedersachsen. Der Stand der Liste ist der 1. Dezember 2020.

## Allgemein
In den Spalten befinden sich folgende Informationen:
- Lage: die Adresse des Baudenkmales und die geographischen Koordinaten. Kartenansicht, um Koordinaten zu setzen. In der Kartenansicht sind Baudenkmale ohne Koordinaten mit einem roten Marker dargestellt und können in der Karte gesetzt werden. Baudenkmale ohne Bild sind mit einem blauen Marker gekennzeichnet, Baudenkmale mit Bild mit einem grünen Marker.
- Bezeichnung: Bezeichnung des Baudenkmales
- Beschreibung: die Beschreibung des Baudenkmales. Unter § 3 Abs. 2 NDSchG werden Einzeldenkmale und unter § 3 Abs. 3 NDSchG Gruppen baulicher Anlagen und deren Bestandteile ausgewiesen.
- ID: die Objekt-ID des Baudenkmales
- Bild: ein Bild des Baudenkmales, ggf. zusätzlich mit einem Link zu weiteren Fotos des Baudenkmals im Medienarchiv Wikimedia Commons. Wenn man auf das Kamerasymbol klickt, können Fotos zu Baudenkmalen aus dieser Liste hochgeladen werden:

## Düdenbüttel

### Gruppe: Hofstelle An der Loge 20
Die Gruppe hat die ID 30898684. Die kleine Hofanlage besteht aus einem Wohn-/Wirtschaftsgebäude und einer Scheune der Zeit um 1800.

| Lage                                       | Bezeichnung               | Beschreibung | ID       | Bild |
| ------------------------------------------ | ------------------------- | --- | -------- | ---- |
| An der Loge 20 53° 35′ 22″ N, 9° 20′ 59″ O | Wohn-/ Wirtschaftsgebäude | Traufständiger, zurückgesetzter Zweiständerbau aus Fachwerk mit Backsteinausfachung, unter reetgedecktem Halbwalmdach. Gleichmäßiges Fachwerkgefüge. Erbaut um 1800.                            | 30908138 | BW   |
| An der Loge 20 53° 35′ 22″ N, 9° 20′ 59″ O | Scheune                   | Zur Straße traufständiger Fachwerkbau mit Backsteinausfachung; unter reetgedecktem Walmdach (zwischenzeitlich Satteldach). Mittige Quereinfahrt; gekrümmte Eckverstrebungen. Errichtet um 1800. | 30908157 | BW   |

### Einzelbaudenkmale
| Lage                                               | Bezeichnung               | Beschreibung | ID       | Bild |
| -------------------------------------------------- | ------------------------- | --- | -------- | ---- |
| Feldmark Grefenmoor 53° 35′ 34″ N, 9° 22′ 52″ O    | Windmühle                 | Galerieholländer mit quadratischem Backstein-Unterbau (ehemals Mehlboden), hölzerner Galerie (im Inneren hier ehemals Steinboden mit Mahlgängen) und geschwungenem, blechverkleidetem Achtkant. In der drehbaren Kappe Getriebe mit Hauptwelle, daran vier Flügel. Erbaut 1896 nach Zerstörung der älteren Mühle durch Blitzeinschlag.                                                 | 30908086 |      |
| Heinbockeler Straße 16 53° 35′ 22″ N, 9° 20′ 37″ O | Dorfschmiede              | Dreiachsiger Backsteinbau unter Satteldach in Pfannendeckung; mit Esse und Rauchfang. Erbaut um 1900. | 30908047 | BW   |
| Mittelweg 30 53° 35′ 24″ N, 9° 21′ 6″ O            | Wohn-/ Wirtschaftsgebäude | Von der Straße zurückversetztes Zweiständer-Hallenhaus; Wirtschaftsteil aus Fachwerk mit Backsteinausfachung, Wohnteil massiv aus Backstein; unter reetgedecktem Satteldach, am Wirtschaftsgiebel mit Walm. Wohngiebel mit Backstein-Ziersetzungen am Ortgang und in den Gesimsen, Fenster und Blindfenster mit flachen Sturzbögen. Erbaut in der zweiten Hälfte des 19. Jahrhunderts. | 30908068 | BW   |